# Popovec (Řepníky)
Popovec (německy Popowetz) je vesnička, která má 46 obyvatel. Patří do katastru obce Řepníky, která leží čtyři kilometry jižně v okrese Ústí nad Orlicí nedaleko Vysokého Mýta.
Popovec leží v katastrálním území Popovec u Řepníků.

## Název
Název vesnice vznikl jako zdrobnělina jména Popův důl, které označovalo blízkou zaniklou ves. V historických pramenech se jméno vesnice objevuje ve tvarech: Popowczie (1318), Popowicz (1411), Popowecz (1411) a Popowecz (1547 a 1654).

## Historie
První písemná zmínka o Popovci pochází z roku 1318, kdy vesnici vlastnil Hynce z Popovce. V průběhu čtrnáctého století došlo k rozdělení vsi. Díl vlastnili zemané z Popovce a druhá část náležela ke košumberskému panství. V roce 1411 bratři Jan a Vilém z Chlumu spojili oba díly vsi do jednoho statku, který spravovali z Košumberku.

## Pamětihodnosti
Na východním okraji vesnice ve čtrnáctém století stávala popovecká tvrz, po níž se dochovaly jen terénní pozůstatky.